# Hisenda
Hom denomina hisenda una finca agrícola, heretat, de grans dimensions, generalment una explotació de caràcter latifundista, amb un nucli d'habitatges, normalment d'alt valor arquitectònic. Sistema de propietat d'origen andalús, el model va ser exportat a Amèrica durant l'època colonial (vegeu l'article "hisenda colonial").
El Diccionario de Autoridades, primer diccionari de la llengua castellana editat per la Real Academia Española l'any 1734, la defineix com les heretats del camp i terres de labor que es treballen perquè fructifiquin.

## La hisenda andalusa
És la forma de major monumentalitat entre les diferents formes d'hàbitat rural d'Andalusia, amb freqüència confosa amb els cortijos (el mas). En els termes de la distinció metodològica que fa Ackerman, entre residència senyorial campestre, associada a una gran explotació agrària, i la granja o hàbitat de caràcter purament agrícola, en la qual l'amo pot tenir, o no, habitatge, la Hisenda pertany claríssimament al primer grup.
La hisenda andalusa s'assenta, com a model, a partir de l'ocupació de la Vall del Guadalquivir pels castellans, entre els segles xiv i xvi, molt influïda per l'adopció de la idea social de la nostàlgia pel camp, pròpia de la transició al Renaixement.
En eixe procés, la hisenda es va conformar amb unes característiques concretes, condicionada pels processos històrics del règim de tinença de la terra i de l'estructura de la propietat privada, encara que diversos autors (Nicolás Torices i Eduardo Zurita, per exemple) entenen que, en la conformació de les característiques de l'arquitectura rústica andalusa, tingué un important paper, precisament, l'adopció de l'ideal social de la nostàlgia del camp per part de les classes terratinents, que va fer que l'explotació agropecuària assumira la forma arquitectònica de vila campestre.